# Topshelf Open 2013
Topshelf Open 2013 — тенісний турнір, що проходив на кортах з трав'яним покриттям. Це був 24-й турнір Rosmalen Grass Court Championships. Належав до категорії 250 в рамках Туру ATP 2013 та International в рамках Туру WTA 2013. І чоловічі, і жіночі змагання відбулись в Autotron park у Rosmaleni, поблизу Гертогенбоса (Нідерланди) з 16 до 22 червня 2013 року.

## Учасники основної сітки серед чоловіків

### Сіяні
| Країна    | Гравець               | Рейтинг1 | Сіяна |
| --------- | --------------------- | -------- | ----- |
| Іспанія   | Давид Феррер          | 4        | 1     |
| Швейцарія | Стен Вавринка         | 10       | 2     |
| США       | Джон Ізнер            | 21       | 3     |
| Франція   | Бенуа Пер             | 25       | 4     |
| Франція   | Жеремі Шарді          | 27       | 5     |
| Кіпр      | Маркос Багдатіс       | 40       | 6     |
| Румунія   | Віктор Генеску        | 49       | 7     |
| Іспанія   | Даніель Хімено-Травер | 50       | 8     |

- 1Рейтинг подано станом на 10 червня 2013[2].

### Інші учасники
Нижче наведено учасників, які отримали вайлд-кард на участь в основній сітці:
- Маріус Копіл
- Тіємо де Баккер
- Джессі Гута Ґалунґ[3]

Нижче наведено гравців, які пробились в основну сітку через стадію кваліфікації:
- Штефан Волі
- Ян Герних
- Ніколя Маю
- Люка Пуй

Учасники, що потрапили до основної сітки як щасливий лузер:
- Стів Дарсіс

### Знялись з турніру
До початку турніру
- Алехандро Фалья
- Марсель Гранольєрс
- Юрген Мельцер
- Ігор Сійслінґ (хвороба)
- Дмитро Турсунов

### Завершили кар'єру
- Бенуа Пер (травма стегна)

## Учасники основної сітки в парному розряді

### Сіяні
| Країна   | Гравець              | Країна     | Гравець         | Рейтинг1 | Сіяна |
| -------- | -------------------- | ---------- | --------------- | -------- | ----- |
| Пакистан | Айсам-уль-Хак Куреші | Нідерланди | Жан-Жульєн Роєр | 23       | 1     |
| Білорусь | Макс Мирний          | Румунія    | Горія Текеу     | 31       | 2     |
| Мексика  | Сантьяго Гонсалес    | США        | Скотт Ліпскі    | 48       | 3     |
| Франція  | Мікаель Льодра       | Франція    | Ніколя Маю      | 57       | 4     |

- Рейтинг подано станом на 10 червня 2013.

### Інші учасники
Нижче наведено пари, які отримали вайлдкард на участь в основній сітці:
- Тіємо де Баккер /  Джессі Гута Ґалунґ
- Давід Ґоффен /  Дік Норман

Наведені нижче пари отримали місце як заміна:
- Євген Донской /  Алекс Кузнєцов

### Знялись з турніру
До початку турніру
- Ігор Сійслінґ (хвороба)

Під час турніру
- Бенуа Пер (травма стегна)

## Учасниці основної сітки

### Сіяні
| Країна     | Гравчиня             | Рейтинг1 | Сіяна |
| ---------- | -------------------- | -------- | ----- |
| Італія     | Роберта Вінчі        | 11       | 1     |
| Словаччина | Домініка Цібулкова   | 18       | 2     |
| Іспанія    | Карла Суарес Наварро | 19       | 3     |
| Бельгія    | Кірстен Фліпкенс     | 20       | 4     |
| Німеччина  | Мона Бартель         | 31       | 5     |
| Швейцарія  | Роміна Опранді       | 32       | 6     |
| Польща     | Уршуля Радванська    | 38       | 7     |
| Франція    | Крістіна Младенович  | 39       | 8     |

- 1Рейтинг подано станом на 10 червня 2013.

### Інші учасниці
Нижче наведено учасниць, які отримали вайлд-кард на участь в основній сітці:
- Міхаелла Крайчек[4]
- Аранча Рус
- Даніела Гантухова

Нижче наведено гравчинь, які пробились в основну сітку через стадію кваліфікації:
- Андреа Главачкова
- Ан-Софі Месташ
- Гарбінє Мугуруса
- Юлія Путінцева

Учасниці, що потрапили до основної сітки як щасливий лузер:
- Леся Цуренко

### Знялись з турніру
До початку турніру
- Роміна Опранді (травма правого плеча)

### Під час турніру
- Даніела Гантухова (запаморочення)
- Магдалена Рибарикова (Травма поперекового відділу хребта)

## Учасниці в парному розряді

### Сіяні
| Країна     | Гравчиня           | Країна   | Гравчиня                | Рейтинг1 | Сіяна |
| ---------- | ------------------ | -------- | ----------------------- | -------- | ----- |
| Словаччина | Даніела Гантухова  | Чехія    | Андреа Главачкова       | 56       | 1     |
| Румунія    | Ірина-Камелія Бегу | Іспанія  | Анабель Медіна Гаррігес | 94       | 2     |
| Японія     | Аояма Сюко         | США      | Меган Мултон-Леві       | 124      | 3     |
| Португалія | Ніна Братчикова    | Білорусь | Ольга Говорцова         | 150      | 4     |

- 1 Рейтинг подано станом на 10 червня 2013.

### Інші учасниці
Нижче наведено пари, які отримали вайлдкард на участь в основній сітці:
- Демі Схюрс /  Ангелік ван дер Мет

### Знялись з турніру
Під час турніру
- Даніела Гантухова (запаморочення)

## Переможниці

### Одиночний розряд, чоловіки
- Ніколя Маю —  Стен Вавринка, 6–3, 6–4
- Для Маю це був перший титул у кар'єрі.

### Women's singles
- Сімона Халеп —  Кірстен Фліпкенс, 6–4, 6–2
- It was Halep's другий титул за сезон and second of her career, a week after winning her first at Nürnberger Versicherungscup

### Парний розряд, чоловіки
- Макс Мирний /  Горія Текеу —  Андре Бегеманн /  Мартін Еммріх, 6–3, 7–6(7–4)

### Парний розряд, жінки
- Ірина-Камелія Бегу /  Анабель Медіна Гаррігес —  Домініка Цібулкова /  Аранча Парра Сантонха, 4–6, 7–6(7–3), [11–9]